# Proteuxoa lucifera
Proteuxoa lucifera är en fjärilsart som beskrevs av Walker 1865. Proteuxoa lucifera ingår i släktet Proteuxoa och familjen nattflyn. Inga underarter finns listade i Catalogue of Life.